# Henri Colpi
Henri Colpi (Brig, 15 de julio de 1921-Menton, 14 de enero de 2006) fue un director, montador de cine, actor y director de televisión francés de origen suizo.

## Biografía
Colpi se graduó en el Institut des hautes études cinématographiques (IDHEC) en 1947. Comenzó trabajando como montador de película de directores franceses como Agnes Varda o Georges Franju. Dirigió en 1961 la película Une aussi longue absence, con la que ganó la Palma de Oro en el Festival de Cine de Cannes ese año, ex aequo con Viridiana, dirigida por Luis Buñuel. Une aussi longue absence fue escrita por Marguerite Duras, con música de Georges Delerue. También ganó el Premio Louis Delluc en 1960. Su segunda película, Codine, basada en la obra de Panaid Istrati, participó también en la sección competitiva del Festival de Cannes en 1963, donde ganó el premio al mejor guion. Colpi fue, sobre todo, un notable montador de películas, incluyendo las de Alain Resnais como Hiroshima mon amour (1961) y L'Année dernière à Marienbad (1963), de Chaplin o de Henri-Georges Clouzot, entre otros muchos. También destacó como restaurador, en especial con su trabajo en la película de André Antoine, L'Hirondelle et la Mesange, de 1920.
El mismo año que terminó sus estudios en el IDHEC, 1947, publicó Le cinema et ses hommes, una obra sobre teoría del cine, al que siguió su complemento sobre el uso de la música en el cine en 1963, Défense et illustration de la musique dans le film. En 1996 publicó Lettres à un jeune monteur, donde abarcó el proceso de montaje y su evolución desde sus inicios.

## Premios y distinciones
Festival Internacional de Cine de Cannes
| Año  | Categoría    | Película                 | Resultado |
| ---- | ------------ | ------------------------ | --------- |
| 1961 | Palma de Oro | Une aussi longue absence | Ganador   |